# Titolo esecutivo
Un titolo esecutivo, in diritto, indica un documento che consente di promuovere esecuzione forzata nei confronti di un soggetto, persona fisica o giuridica, unitamente all'elemento che dà tale caratteristica al titolo.

## In Italia
Il titolo esecutivo si forma di norma come conseguenza dell'esercizio di un'attività giurisdizionale (cosiddetto "titolo giudiziale"') ad esempio nell'ambito di un processo, o comunque di un procedimento d'ingiunzione, oppure stragiudiziale (ad. es. rilascio di cambiale o protesto).
Il Regolamento UE n. 805/2004 del Parlamento europeo e del Consiglio del 21 aprile 2004 istituisce il titolo esecutivo europeo per i crediti non contestati. Si esclude l'efficacia esecutiva a titoli che non provengano da una pubblica autorità. Pertanto, la scrittura privata autenticata può essere fatta valere come titolo esecutivo solamente nel territorio italiano.
La normativa italiana prevede l'identificazione delle parti firmatarie tramite un pubblico ufficiale, e lo strumento di un atto pubblico quando la legge richiede:
- un controllo di legalità dell'atto per assenza di vizi di nullità.
- l'accertamento della volontà delle parti (rispondenza tra volontà e dichiarazione) laddove questa non sia desumibile dal diffuso formalismo dell'atto e dall'impegno assunto (es. una cambiale o altro titolo di credito);

### Titoli esecutivi giudiziali
Il titolo esecutivo per eccellenza è  la sentenza giudiziale di condanna. Dopo la riforma operata dalla legge 26 novembre 1990 n. 353, il codice di procedura civile italiano riconosce efficacia di titolo esecutivo anche alla sentenza di primo grado, la cui esecutività può tuttavia essere sospesa dal giudice dell'appello (ordinamento civile italiano) su richiesta dell'appellante in presenza di "gravi e fondati motivi" (art. 283 e 351 c.p.c.).
Oltre alla sentenza, sono titoli esecutivi tutti i provvedimenti giurisdizionali a cui la legge espressamente attribuisce tale efficacia, quali:
- il decreto ingiuntivo non opposto o dichiarato immediatamente esecutivo dal giudice (artt. 642, 647 e 648 c.p.c.)
- l'ordinanza di convalida di sfratto (663, 665 c.p.c.)
- le ordinanze, previste dagli artt. 186 bis, ter e quater c.p.c., di condanna al pagamento di somme, le ordinanze interinali (art 423 c.p.c.), la condanna provvisionale (art 278 c.p.c. secondo comma), i provvedimenti cautelari.
- il verbale di conciliazione giudiziale o stragiudiziale dichiarato esecutivo dal giudice (ad esempio quello disposto dall'art 410 c.p.c. per il processo del lavoro).

### Titoli esecutivi stragiudiziali
Il titolo esecutivo può formarsi anche fuori dal processo. In questo caso si parla di "titolo stragiudiziale". Sono titoli esecutivi stragiudiziali (art 474 c.p.c.), la cambiale e gli altri titoli di credito, (ad esempio l'assegno bancario o circolare), le scritture private autenticate limitatamente alla sola obbligazione di denaro in essa contenuta (dopo la modifiche della legge n.80 del 2005), l'atto ricevuto da notaio o da altro pubblico ufficiale autorizzato dalla legge a riceverli (art. 474 c.p.c.).

## La formula esecutiva
Tutti i titoli sopra considerati, con la sola eccezione della cambiale, delle scritture private autenticate e degli altri titoli di credito, consentono di promuovere l'azione esecutiva solo quando siano muniti della formula esecutiva (art. 475 c.p.c.). L'apposizione della formula deve essere richiesta al cancelliere competente (per i titoli giudiziali) o al notaio (per i titoli stragiudiziali). La formula, riportata sull'originale o sulla copia conforme richiesta, è la seguente:
In nome della Legge
Comandiamo a tutti gli ufficiali giudiziari che ne siano richiesti e a chiunque spetti, di mettere a esecuzione il presente titolo, al pubblico ministero di darvi assistenza, e a tutti gli ufficiali della forza pubblica di concorrervi, quando ne siano legalmente richiesti»
La spedizione può farsi solo in favore della parte a favore della quale fu pronunciato il provvedimento o stipulata l'obbligazione, o ai suoi successori, con l'indicazione in calce della persona alla quale è spedita. La legge (art. 476 cpc) non consente di ottenere più di una copia in forma esecutiva, salva la sussistenza di giusti e comprovati motivi (come, ad esempio, smarrimento, sottrazione o distruzione del titolo).

### Teoria del titolo esecutivo
La dottrina si è a lungo interrogata sulla possibilità di ricondurre ad un modello unitario il concetto di "titolo esecutivo". Stando alla semplice espressione letterale la nozione di "titolo" è troppo generica e, nell'esperienza giuridica, di solito indica una sorta di "entità" che legittima la pretesa di un soggetto. Dall'altro lato l'aggettivazione "esecutivo" è ispirata solo alla funzione che tale titolo svolge. La legge sembra quindi fare riferimento ad "atti che sono titoli esecutivi" senza un concetto "unitario", lasciando il compito di classificarli ad interpretazioni empiristiche basate sull'osservazione di singole fattispecie.
Gli sforzi dottrinari cercano da sempre di autonomizzare il processo esecutivo da quello di processo civile di cognizione, e dallo stesso diritto sostanziale di cui è realizzazione sistematica, attraverso l'elevazione del concetto di "titolo esecutivo"' a presupposto "necessario e sufficiente"' dell'azione esecutiva. Come elemento che impedirebbe alla situazione sostanziale l'ingresso nell'esecuzione forzata.
Così le diverse teorie dottrinarie hanno elaborato ricostruzioni teoriche considerando esecutivo quel titolo che presentasse caratteristiche di:
- Accertamento lato sensu della situazione sostanziale da tutelare, non più discutibile nel processo, indipendentemente dall'origine giudiziale o meno del titolo. In particolare i titoli stragiudiziali conterrebbero un accertamento convenzionale equipollente a quello giudiziale perché impiegherebbero una forma volontaria di documentazione basata sul suo contenuto confessorio;
- Prova legale dell'esistenza del rapporto descritto nel documento secondo un significato diverso da quello propriamente probatorio[non chiaro];
- Esistenza per volontà di legge al fine di far conseguire al creditore il bene a lui spettante, secondo una visione tautologica rispetto al fine preteso dalla teorizzazione;
- Portatore della sanzione: partendo da una scissione della sentenza di condanna in accertamento (che ne è la causa) e condanna vera e propria (che ne è la sanzione e la conseguenza), solo la condanna sarebbe idonea a fondare l'atto esecutivo, provocando autonomia dell'azione stessa rispetto alla fase accertativa rispetto alla sentenza. Tale orientamento non chiarisce la questione in merito a titoli stragiudiziali.
- Rappresentazione documentale del diritto soggettivo di cui si pretende la realizzazione esecutiva, una sorta di "punto di riferimento" per delimitare soggettivamente e oggettivamente l'operazione esecutiva.

Restano poi da ricordare teorie più processualistiche per cui il proprium dell'esecutività sta nell'essere il titolo:
- elemento aggiuntivo della causa petendi rispetto al diritto leso, descritto;
- forma dell'azione del creditore determinata dalla legge;

A livello di rielaborazione generale è d'obbligo ricordare però che l'azione esecutiva, come tutte le azioni previste dall'ordinamento giuridico, è solo un modo di apprestare soddisfazione ad un diritto. A tale modo può affiancarsi infatti l'azione di accertamento, se il diritto leso è un diritto che va prima (o solo) accertato (come ad esempio nel caso della parentela). La peculiarità dell'azione esecutiva è però sicuramente quella di prestare una soddisfazione concreta ad un diritto che non si è realizzato a causa della mancata collaborazione del soggetto obbligato.
Il diritto di procedere all'esecuzione forzata si configura quindi come (art. 474 c.p.c.):
- una situazione di vantaggio oggettivamente presente;
- la mancanza di collaborazione del soggetto obbligato secondo la legge a realizzarla;
- la presenza di un documento che descrive la situazione di vantaggio secondo un modello legale preordinato;

Il tipo di atto-documento al quale la legge attribuisce esecutività è risulta selezionato solo secondo ragioni pregiuridiche, di politica legislativa. Talvolta l'esecutività è attribuita dall'alto grado di probabilità che il documento offre sulla esistenza attuale della situazione affermata, altre volte sono ragioni socio-economiche a fondare l'opportunità di tutela pressoché incondizionata rispetto ad un determinato documento, indipendentemente dall'incertezza - coessenziale di tutta l'esperienza giuridica, propria in fondo anche delle sentenze - della persistenza del rapporto sostanziale descritto dal titolo. Il titolo sarebbe quindi "prova della probabilità che la realtà corrisponde all'affermazione di chi pretende la tutela" (Francesco Carnelutti).
Quindi il titolo esecutivo risulta necessario alla tutela esecutiva ma non sufficiente. La situazione sostanziale sottesa, infatti, può (e spesso deve) essere sempre riaffermata in sede di autonoma cognizione, attraverso l'opposizione all'esecuzione. In ultima analisi, la pretesa autonomia che la tutela esecutiva ha nei confronti del resto dell'ordinamento, sicuramente presente, non deriverebbe da una sua intrinseca certezza, ma per sua peculiare funzione: apprestare immediata soddisfazione di un credito certo, liquido ed esigibile, secondo un documento che lo descrive e che, ragionevolmente, ne offre una fondatezza (non incontrovertible) sul piano sostanziale.